# Seznam juniorských mistryň světa v orientačním běhu – long
Seznam juniorských mistryň světa v orientačním běhu na klasické trati (longu) seřazen podle data od roku 1990, kdy se tato mistrovství začala konat.
| Rok      | Zlato                 | Stříbro                       | Bronz                 | Parametry           |
| -------- | --------------------- | ----------------------------- | --------------------- | ------------------- |
| JMS 1990 | Torunn Fossliová      | Marlena Janssonová            | Mari Lukkarinenová    |                     |
| JMS 1991 | Mari Lukkarinenová    | Marcela Kubátková             | Katarina Allbergová   |                     |
| JMS 1992 | Barbara Baczeková     | Johanna Tiiraová              | Hanne Staffová        |                     |
| JMS 1993 | Liisa Anttilaová      | Tenna Nörgårdová              | Hana Doleželová       |                     |
| JMS 1994 | Christina Grøndahlová | Pia Olssonová                 | Ewa Kozlowska         |                     |
| JMS 1995 | Christina Grøndahlová | Lenka Čechová                 | Kateřina Mikšová      |                     |
| JMS 1996 | Enikö Feyová          | Kateřina Pracná               | Karin Schmalfeldová   |                     |
| JMS 1997 | Simone Luderová       | Hanna Heiskanenová            | Regula Hulligerová    |                     |
| JMS 1998 | Hanna Heiskanenová    | Tatiana Pereliaeva            | Eva Juřeníková        |                     |
| JMS 1999 | Regula Hulligerová    | Tatiana Pereliaeva            | Katalin Hetcová       |                     |
| JMS 2000 | Tatiana Pereliaeva    | Marianne Riddervoldová        | Natalya Potopalska    |                     |
| JMS 2001 | Dana Brožková         | Pinja Satriová                | Daria Smoliková       |                     |
| JMS 2002 | Tina Kivimäkiová      | Michaela Przyczková           | Minna Kauppiová       |                     |
| JMS 2003 | Martina Dočkalová     | Anni-Maija Finckeová          | Helena Janssonová     |                     |
| JMS 2004 | Silja Tarvonenová     | Seline Stadlerová             | Allison O'Neillová    |                     |
| JMS 2005 | Mari Fastingová       | Elise Egsethová               | Paula Iso-Markkuová   |                     |
| JMS 2006 | Johanna Allstonová    | Betty Ann Bjerkreim Nilsenová | Elin A. Skantzeová    |                     |
| JMS 2007 | Siri Ulvestadová      | Kine Hallan Steiwerová        | Heini Saarimäkiová    |                     |
| JMS 2008 | Jenny Lönnkvistová    | Beata Falková                 | Siri Ulvestadová      | 6.7 km, 15 kontrol  |
| JMS 2009 | Ida Bobachová         | Jenny Lönnkvistová            | Marika Teiniová       | 5.7 km, 18 kontrol  |
| JMS 2010 | Ida Bobachová         | Therese Klintbergová          | Sari Anttonenová      | 7.3 km, 22 kontrol  |
| JMS 2011 | Ida Bobachová         | Emma Klingenbergová           | Tove Alexanderssonová | 7.7 km, 20 kontrol  |
| JMS 2012 | Kirsi Nurmiová        | Frida Sandbergová             | Emily Kempová         | 7.7 km, 13 kontrol  |
| JMS 2013 | Lisa Risbyová         | Sara Hagströmová              | Ekaterina Savkinaová  | 7.1 km, 15 kontrol  |
| JMS 2014 | Gunvor Hov Høydal     | Sara Hagstrom                 | Emmi Jokela           | 7.2 km, 16 controls |
| JMS 2015 | Sara Hagstrom         | Anna Haataja                  | Sandrine Mueller      | 7.3 km, 16 controls |
| 2016     |                       |                               |                       |                     |
| 2017     |                       |                               |                       |                     |